# 24 Heures de Daytona 1986
Navigation
Édition précédente Édition suivante
Les 24 Heures de Daytona 1986 (officiellement appelé le 1986 Sunbank Daytona 24 Hours ), disputées sur les 1er février 1986 et 2 février 1986 sur le Daytona International Speedway sont la vingt-quatrième édition de cette épreuve, la vingtième sur un format de vingt-quatre heures, et la première manche du Championnat IMSA GT 1986.

## Engagés
La liste officielle des engagés était composée de 80 voitures. 70 ont participé aux essais dont 23 en GTP, 12 en GTP Lights, 24 en GTO et 11 en GTU.

## Course
Voici le classement provisoire au terme de la course,,.
- Les vainqueurs de chaque catégorie sont signalés par un fond jauni.
- Pour la colonne Pneus, il faut passer le curseur au-dessus du modèle pour connaître le manufacturier de pneumatiques.

| Pos. | Classe | N° | Écurie                        | Pilotes                                                               | Châssis                 | Pneus | Tours | Temps                 |
| Pos. | Classe | N° | Écurie                        | Pilotes                                                               | Moteur                  | Pneus | Tours | Temps                 |
| ---- | ------ | -- | ----------------------------- | --------------------------------------------------------------------- | ----------------------- | ----- | ----- | --------------------- |
| 1    | GTP    | 14 | Löwenbräu Holbert Racing      | Al Holbert Derek Bell Al Unser Jr.                                    | Porsche 962             |       | 712   | 24 h 01 min 45 s 800  |
| 1    | GTP    | 14 | Löwenbräu Holbert Racing      | Al Holbert Derek Bell Al Unser Jr.                                    |                         |       | 712   | 24 h 01 min 45 s 800  |
| 2    | GTP    | 8  | Henn's Swap Shop Racing       | A. J. Foyt Arie Luyendyk Danny Sullivan Preston Henn                  | Porsche 962             |       | 712   | + 1 min 49 s 150      |
| 2    | GTP    | 8  | Henn's Swap Shop Racing       | A. J. Foyt Arie Luyendyk Danny Sullivan Preston Henn                  |                         |       | 712   | + 1 min 49 s 150      |
| 3    | GTP    | 67 | B.F. Goodrich ( Busby Racing) | Derek Warwick Darin Brassfield (en) Jim Busby (en) Jochen Mass        | Porsche 962             |       | 711   | + 1 tour              |
| 3    | GTP    | 67 | B.F. Goodrich ( Busby Racing) | Derek Warwick Darin Brassfield (en) Jim Busby (en) Jochen Mass        |                         |       | 711   | + 1 tour              |
| 4    | GTO    | 64 | Raintree Corporation          | Lee Mueller Maurice Hassey Lanny Hester                               | Ford Mustang            |       | 622   | + 90 tours            |
| 4    | GTO    | 64 | Raintree Corporation          | Lee Mueller Maurice Hassey Lanny Hester                               |                         |       | 622   | + 90 tours            |
| 5    | GTO    | 07 | 7-Eleven / Roush Racing       | Scott Pruett Bruce Jenner Klaus Ludwig                                | Ford Mustang            |       | 614   | + 98 tours            |
| 5    | GTO    | 07 | 7-Eleven / Roush Racing       | Scott Pruett Bruce Jenner Klaus Ludwig                                |                         |       | 614   | + 98 tours            |
| 6    | GTP    | 44 | Group 44                      | Bob Tullius Claude Ballot-Léna Chip Robinson                          | Jaguar XJR-7            |       | 607   | + 105 tours           |
| 6    | GTP    | 44 | Group 44                      | Bob Tullius Claude Ballot-Léna Chip Robinson                          |                         |       | 607   | + 105 tours           |
| 7    | Lights | 13 | Outlaw Racing                 | Frank Rubino Ray Mummery John Schneider                               | Argo JM19               |       | 600   | + 112 tours           |
| 7    | Lights | 13 | Outlaw Racing                 | Frank Rubino Ray Mummery John Schneider                               |                         |       | 600   | + 112 tours           |
| 8    | GTU    | 71 | Team Highball                 | Amos Johnson Dennis Shaw Jack Dunham                                  | Mazda RX-7              |       | 597   | + 115 tours           |
| 8    | GTU    | 71 | Team Highball                 | Amos Johnson Dennis Shaw Jack Dunham                                  |                         |       | 597   | + 115 tours           |
| 9    | Lights | 35 | Xtra Super Food CNT           | Mandy Gonzalez Ernesto Soto Basilio Davila Diego Montoya              | Royale RP40             |       | 579   | + 133 tours           |
| 9    | Lights | 35 | Xtra Super Food CNT           | Mandy Gonzalez Ernesto Soto Basilio Davila Diego Montoya              |                         |       | 579   | + 133 tours           |
| 10   | GTU    | 75 | CCR                           | Bob Reed Tom Kendall John Hogdal Keith Rinzler                        | Mazda RX-7              |       | 563   | Moteur                |
| 10   | GTU    | 75 | CCR                           | Bob Reed Tom Kendall John Hogdal Keith Rinzler                        |                         |       | 563   | Moteur                |
| 11   | GTU    | 32 | Alderman Nissan               | Bob Leitzinger Mike Carder Louis Baldwin Steve Alexander              | Nissan 280ZX            |       | 537   | + 175 tours           |
| 11   | GTU    | 32 | Alderman Nissan               | Bob Leitzinger Mike Carder Louis Baldwin Steve Alexander              |                         |       | 537   | + 175 tours           |
| 12   | GTP    | 68 | B.F. Goodrich ( Busby Racing) | Jan Lammers John Morton Derek Warwick Jochen Mass                     | Porsche 962             |       | 512   | Accident              |
| 12   | GTP    | 68 | B.F. Goodrich ( Busby Racing) | Jan Lammers John Morton Derek Warwick Jochen Mass                     |                         |       | 512   | Accident              |
| 13   | GTO    | 34 | Latino Racing                 | Kikos Fonseca Luis Mendez "Jamsal"                                    | Porsche 934             |       | 512   | + 200 tours           |
| 13   | GTO    | 34 | Latino Racing                 | Kikos Fonseca Luis Mendez "Jamsal"                                    |                         |       | 512   | + 200 tours           |
| 14   | Lights | 27 | M S B Racing                  | Dave Cowart Kenper Miller Jim Fowells                                 | Argo JM19               |       | 511   | + 201 tours           |
| 14   | Lights | 27 | M S B Racing                  | Dave Cowart Kenper Miller Jim Fowells                                 |                         |       | 511   | + 201 tours           |
| 15   | GTO    | 76 | Walker Racing                 | Nort Northam Greg Walker Craig Rubright                               | Chevrolet Corvette      |       | 506   | Moteur                |
| 15   | GTO    | 76 | Walker Racing                 | Nort Northam Greg Walker Craig Rubright                               |                         |       | 506   | Moteur                |
| 16   | GTO    | 98 | All American Racers           | Dennis Aase Chris Cord                                                | Toyota Celica Turbo     |       | 489   | + 223 tours           |
| 16   | GTO    | 98 | All American Racers           | Dennis Aase Chris Cord                                                |                         |       | 489   | + 223 tours           |
| 17   | Lights | 93 | Mid O/Rusty Jones             | Ron Pawley Don Marsh Kelly Marsh                                      | Argo JM16               |       | 482   | Moteur                |
| 17   | Lights | 93 | Mid O/Rusty Jones             | Ron Pawley Don Marsh Kelly Marsh                                      |                         |       | 482   | Moteur                |
| 18   | GTU    | 17 | Al Bacon Racing               | Al Bacon Bill Scott Dennis Krueger                                    | Mazda RX-7              |       | 482   | + 230 tours           |
| 18   | GTU    | 17 | Al Bacon Racing               | Al Bacon Bill Scott Dennis Krueger                                    |                         |       | 482   | + 230 tours           |
| 19   | Lights | 66 | STS-Mike Meyer Racing         | Jim Rothbarth Jeff Kline Mike Meyer                                   | Royale RP40             |       | 477   | Boite de vitesses     |
| 19   | Lights | 66 | STS-Mike Meyer Racing         | Jim Rothbarth Jeff Kline Mike Meyer                                   |                         |       | 477   | Boite de vitesses     |
| 20   | GTO    | 55 | Dave Heinz Imports            | Dave Heinz Steve Zwiren Don Yenko Jerry Thompson                      | Chevrolet Corvette      |       | 472   | + 240 tours           |
| 20   | GTO    | 55 | Dave Heinz Imports            | Dave Heinz Steve Zwiren Don Yenko Jerry Thompson                      |                         |       | 472   | + 240 tours           |
| 21   | GTU    | 02 | Roy Newsome Racing            | Richard Stevens Luis Sereix Roy Newsome Dale Kreider                  | Mazda RX-7              |       | 453   | Boite de vitesses     |
| 21   | GTU    | 02 | Roy Newsome Racing            | Richard Stevens Luis Sereix Roy Newsome Dale Kreider                  |                         |       | 453   | Boite de vitesses     |
| 22   | GTO    | 47 | Dingman Bros Racing           | Steve Millen Elliot Forbes-Robinson Tommy Riggins                     | Pontiac Firebird        |       | 438   | + 274 tours           |
| 22   | GTO    | 47 | Dingman Bros Racing           | Steve Millen Elliot Forbes-Robinson Tommy Riggins                     |                         |       | 438   | + 274 tours           |
| 23   | GTO    | 72 | Whitehall Rocketsports        | Bob Bergstrom Gene Felton Paul Gentilozzi                             | Oldsmobile Toronado     |       | 434   | Moteur                |
| 23   | GTO    | 72 | Whitehall Rocketsports        | Bob Bergstrom Gene Felton Paul Gentilozzi                             |                         |       | 434   | Moteur                |
| 24   | GTP    | 04 | Group 44                      | Brian Redman Vern Schuppan Hurley Haywood                             | Jaguar XJR-7            |       | 430   | Bielle cassée         |
| 24   | GTP    | 04 | Group 44                      | Brian Redman Vern Schuppan Hurley Haywood                             |                         |       | 430   | Bielle cassée         |
| 25   | Lights | 01 | AT & T                        | Don Bell Terry Wolters Craig Carter                                   | Royale RP40             |       | 406   | Moteur                |
| 25   | Lights | 01 | AT & T                        | Don Bell Terry Wolters Craig Carter                                   |                         |       | 406   | Moteur                |
| 26   | GTP    | 00 | Hotchkis Racing               | Jim Adams Costas Los John Hotchkis                                    | March 83G               |       | 402   | Boite de vitesses     |
| 26   | GTP    | 00 | Hotchkis Racing               | Jim Adams Costas Los John Hotchkis                                    |                         |       | 402   | Boite de vitesses     |
| 27   | GTO    | 62 | Roush Racing                  | Tim Coconis Fernando Robles Chris Marte                               | Ford Mustang            |       | 368   | Abandon               |
| 27   | GTO    | 62 | Roush Racing                  | Tim Coconis Fernando Robles Chris Marte                               |                         |       | 368   | Abandon               |
| 28   | GTO    | 88 | Morrison Cook Motorsport      | Jack Baldwin Bob McConnell Tommy Morrison Don Knowles Bobby Carradine | Chevrolet Corvette      |       | 365   | Boite de vitesses     |
| 28   | GTO    | 88 | Morrison Cook Motorsport      | Jack Baldwin Bob McConnell Tommy Morrison Don Knowles Bobby Carradine |                         |       | 365   | Boite de vitesses     |
| 29   | GTP    | 82 | K & P Racing                  | William Wessel Mark Kennedy David Fuller Karl Keck                    | Chevrolet Corvette      |       | 340   | + 372 tours           |
| 29   | GTP    | 82 | K & P Racing                  | William Wessel Mark Kennedy David Fuller Karl Keck                    |                         |       | 340   | + 372 tours           |
| 30   | GTO    | 87 | Morrison Cook Motorsport      | Ron Grable Don Knowles John Heinricy Bobby Carradine                  | Chevrolet Corvette      |       | 331   | Boite de vitesses     |
| 30   | GTO    | 87 | Morrison Cook Motorsport      | Ron Grable Don Knowles John Heinricy Bobby Carradine                  |                         |       | 331   | Boite de vitesses     |
| 31   | GTO    | 29 | OMR Engines                   | Oma Kimbrough Chris Gennone Hoyt Overbagh Pieter Baljet               | Chevrolet Camaro        |       | 328   | Problèmes électriques |
| 31   | GTO    | 29 | OMR Engines                   | Oma Kimbrough Chris Gennone Hoyt Overbagh Pieter Baljet               |                         |       | 328   | Problèmes électriques |
| 32   | GTP    | 16 | Dyson Racing                  | Drake Olson Price Cobb Rob Dyson                                      | Porsche 962             |       | 320   | Moteur                |
| 32   | GTP    | 16 | Dyson Racing                  | Drake Olson Price Cobb Rob Dyson                                      |                         |       | 320   | Moteur                |
| 33   | GTP    | 45 | RC Buick Hawk/Conte           | John Paul, Jr. Chip Ganassi Ivan Capelli Whitney Ganz                 | Hawk-March 85G          |       | 310   | Moteur                |
| 33   | GTP    | 45 | RC Buick Hawk/Conte           | John Paul, Jr. Chip Ganassi Ivan Capelli Whitney Ganz                 |                         |       | 310   | Moteur                |
| 34   | GTO    | 83 | Import Restorations           | Paul Reisman Bob Hebert Tom Gaffney Richard Stone                     | Pontiac Firebird        |       | 296   | Moteur                |
| 34   | GTO    | 83 | Import Restorations           | Paul Reisman Bob Hebert Tom Gaffney Richard Stone                     |                         |       | 296   | Moteur                |
| 35   | Lights | 80 | Carma Racing                  | Martino Finotto Ruggero Melgrati Almo Coppelli Carlo Facetti          | Alba AR6                |       | 291   | Moteur                |
| 35   | Lights | 80 | Carma Racing                  | Martino Finotto Ruggero Melgrati Almo Coppelli Carlo Facetti          |                         |       | 291   | Moteur                |
| 36   | GTO    | 30 | Skoal Bandit                  | Buz McCall Pancho Carter Jim Mueller Tom Sheehy                       | Chevrolet Camaro        |       | 285   | Problèmes électriques |
| 36   | GTO    | 30 | Skoal Bandit                  | Buz McCall Pancho Carter Jim Mueller Tom Sheehy                       |                         |       | 285   | Problèmes électriques |
| 37   | Lights | 6  | Morgan Performance            | Charles Morgan Logan Blackburn David Simpson                          | Tiga GT286              |       | 279   | Boite de vitesses     |
| 37   | Lights | 6  | Morgan Performance            | Charles Morgan Logan Blackburn David Simpson                          |                         |       | 279   | Boite de vitesses     |
| 38   | GTP    | 33 | Bo-And Racing                 | Bard Boand Richard Anderson Mike Allen                                | Lola T600               |       | 266   | Boite de vitesses     |
| 38   | GTP    | 33 | Bo-And Racing                 | Bard Boand Richard Anderson Mike Allen                                |                         |       | 266   | Boite de vitesses     |
| 39   | GTP    | 99 | R. B. Promotions              | David Andrews Steve Phillips Duncan Bain                              | Tiga GC285              |       | 244   | Moteur                |
| 39   | GTP    | 99 | R. B. Promotions              | David Andrews Steve Phillips Duncan Bain                              |                         |       | 244   | Moteur                |
| 40   | GTO    | 50 | Folgers/Motorcraft            | Bill Elliot Ricky Rudd Kyle Petty Ken Schrader                        | Ford Mustang            |       | 240   | Accident              |
| 40   | GTO    | 50 | Folgers/Motorcraft            | Bill Elliot Ricky Rudd Kyle Petty Ken Schrader                        |                         |       | 240   | Accident              |
| 41   | GTO    | 56 | Ricardo Londono               | Diego Montoya Albert Naon, Jr. Carlos Migoya                          | Pontiac Firebird        |       | 238   | Direction             |
| 41   | GTO    | 56 | Ricardo Londono               | Diego Montoya Albert Naon, Jr. Carlos Migoya                          |                         |       | 238   | Direction             |
| 42   | GTU    | 38 | Mandeville Auto Tech          | Roger Mandeville Danny Smith Diego Febles                             | Mazda RX-7              |       | 229   | Problèmes électriques |
| 42   | GTU    | 38 | Mandeville Auto Tech          | Roger Mandeville Danny Smith Diego Febles                             |                         |       | 229   | Problèmes électriques |
| 43   | GTU    | 78 | 901 Racing                    | Peter Uria Larry Figaro Jack Refenning                                | Porsche 911 Carrera RSR |       | 203   | Boite de vitesses     |
| 43   | GTU    | 78 | 901 Racing                    | Peter Uria Larry Figaro Jack Refenning                                |                         |       | 203   | Boite de vitesses     |
| 44   | GTO    | 26 | Walter Johnston               | Ken Bupp John Hayes-Harlow Del Russo Taylor                           | Pontiac Firebird        |       | 195   | Essieu                |
| 44   | GTO    | 26 | Walter Johnston               | Ken Bupp John Hayes-Harlow Del Russo Taylor                           |                         |       | 195   | Essieu                |
| 45   | Lights | 63 | Certified Brakes              | Jim Downing John O'Steen John Maffucci                                | Argo JM19               |       | 184   | Problèmes électriques |
| 45   | Lights | 63 | Certified Brakes              | Jim Downing John O'Steen John Maffucci                                |                         |       | 184   | Problèmes électriques |
| 46   | GTP    | 3  | Brun Motorsport               | Thierry Boutsen Oscar Larrauri Massimo Sigala                         | Porsche 962             |       | 176   | Problèmes électriques |
| 46   | GTP    | 3  | Brun Motorsport               | Thierry Boutsen Oscar Larrauri Massimo Sigala                         |                         |       | 176   | Problèmes électriques |
| 47   | Lights | 9  | Rinzler Motoracing            | Mike Brockman Steve Durst Deborah Gregg Jim Trueman                   | Tiga GT285              |       | 156   | Moteur                |
| 47   | Lights | 9  | Rinzler Motoracing            | Mike Brockman Steve Durst Deborah Gregg Jim Trueman                   |                         |       | 156   | Moteur                |
| 48   | GTO    | 77 | Brooks Racing                 | Leo Franchi Steve Gentile Rick Knoop Jack Newsum                      | Ford Thunderbird        |       | 150   | Boite de vitesses     |
| 48   | GTO    | 77 | Brooks Racing                 | Leo Franchi Steve Gentile Rick Knoop Jack Newsum                      |                         |       | 150   | Boite de vitesses     |
| 49   | GTP    | 10 | Leeward Racing                | Jim Leeward Bill Adam Chip Mead                                       | March 82G               |       | 123   | Boite de vitesses     |
| 49   | GTP    | 10 | Leeward Racing                | Jim Leeward Bill Adam Chip Mead                                       |                         |       | 123   | Boite de vitesses     |
| 50   | GTP    | 2  | Leon Brothers Racing          | Al Leon Harald Grohs Jim Fitzgerald Art Leon                          | March 85G               |       | 117   | Moteur                |
| 50   | GTP    | 2  | Leon Brothers Racing          | Al Leon Harald Grohs Jim Fitzgerald Art Leon                          |                         |       | 117   | Moteur                |
| 51   | GTU    | 54 | S-P Racing/Escort             | Karl Durkheimer Gary Auberlen Cary Eisenlohr Peter Jauker             | Porsche 911             |       | 117   | Accident              |
| 51   | GTU    | 54 | S-P Racing/Escort             | Karl Durkheimer Gary Auberlen Cary Eisenlohr Peter Jauker             |                         |       | 117   | Accident              |
| 52   | GTP    | 86 | Bayside Disposal Racing       | Bob Wollek Derek Daly Bruce Leven                                     | Porsche 962             |       | 116   | Accident              |
| 52   | GTP    | 86 | Bayside Disposal Racing       | Bob Wollek Derek Daly Bruce Leven                                     |                         |       | 116   | Accident              |
| 53   | GTP    | 4  | Lee Racing                    | Lew Price Jim Mullen Matt Whetstine                                   | Chevrolet Corvette GTP  |       | 104   | Suspension            |
| 53   | GTP    | 4  | Lee Racing                    | Lew Price Jim Mullen Matt Whetstine                                   |                         |       | 104   | Suspension            |
| 54   | GTU    | 89 | Tom Hunt                      | Tom Hunt James Shelton Paul Romano Russ Boy                           | Mazda RX-7              |       | 85    | Moteur                |
| 54   | GTU    | 89 | Tom Hunt                      | Tom Hunt James Shelton Paul Romano Russ Boy                           |                         |       | 85    | Moteur                |
| 55   | GTP    | 06 | Hi-Tech Racing                | Miguel Morejon Joe Varde Tico Almeida                                 | Porsche 935 M16         |       | 83    | Fuite d'huile         |
| 55   | GTP    | 06 | Hi-Tech Racing                | Miguel Morejon Joe Varde Tico Almeida                                 |                         |       | 83    | Fuite d'huile         |
| 56   | GTO    | 43 | Global American               | Steve Cohen David Christian Tom Congleton                             | BMW M1                  |       | 68    | Accident              |
| 56   | GTO    | 43 | Global American               | Steve Cohen David Christian Tom Congleton                             |                         |       | 68    | Accident              |
| 57   | GTO    | 90 | Road Circuit Technology       | Les Delano Andy Petery                                                | Pontiac Firebird        |       | 67    | Moteur                |
| 57   | GTO    | 90 | Road Circuit Technology       | Les Delano Andy Petery                                                |                         |       | 67    | Moteur                |
| 58   | Lights | 37 | Burdsall-Newsome Racing       | Peter Welter Roy Newsome Tom Burdsall                                 | Tiga GT285              |       | 66    | Moteur                |
| 58   | Lights | 37 | Burdsall-Newsome Racing       | Peter Welter Roy Newsome Tom Burdsall                                 |                         |       | 66    | Moteur                |
| 59   | GTU    | 36 | Case Racing                   | Dave Panaccione Ron Case                                              | Porsche 924 Carrera     |       | 65    | Moteur                |
| 59   | GTU    | 36 | Case Racing                   | Dave Panaccione Ron Case                                              |                         |       | 65    | Moteur                |
| 60   | Lights | 11 | Kendall Racing                | Paul Lewis Chuck Kendall Tom Kendall Max Jones                        | Lola T616               |       | 48    | Moteur                |
| 60   | Lights | 11 | Kendall Racing                | Paul Lewis Chuck Kendall Tom Kendall Max Jones                        |                         |       | 48    | Moteur                |
| 61   | GTO    | 25 | Lucas Truck Service           | Robert Peters Kent Painter Tom Nehl Scott Gaylord                     | Chevrolet Camaro        |       | 37    | Problèmes électriques |
| 61   | GTO    | 25 | Lucas Truck Service           | Robert Peters Kent Painter Tom Nehl Scott Gaylord                     |                         |       | 37    | Problèmes électriques |
| 62   | GTP    | 5  | Bob Akin Motor Racing         | Hans-Joachim Stuck Bob Akin Jo Gartner                                | Porsche 962             |       | 29    | Accident              |
| 62   | GTP    | 5  | Bob Akin Motor Racing         | Hans-Joachim Stuck Bob Akin Jo Gartner                                |                         |       | 29    | Accident              |
| 63   | GTP    | 46 | RC Buick Hawk/Conte           | Whitney Ganz Ken Madren Bob Lobenberg                                 | Hawk-March 85G          |       | 27    | Boite de vitesses     |
| 63   | GTP    | 46 | RC Buick Hawk/Conte           | Whitney Ganz Ken Madren Bob Lobenberg                                 |                         |       | 27    | Boite de vitesses     |
| 64   | GTP    | 0  | Joest Racing                  | Paolo Barilla Randy Lanier Gianpiero Moretti                          | Porsche 962             |       | 6     | Problèmes électriques |
| 64   | GTP    | 0  | Joest Racing                  | Paolo Barilla Randy Lanier Gianpiero Moretti                          |                         |       | 6     | Problèmes électriques |
| 65   | GTO    | 92 | Van Every Racing              | Ash Tisdelle Lance Van Every Rusty Bond                               | Chevrolet Camaro        |       | 6     | Abandon               |
| 65   | GTO    | 92 | Van Every Racing              | Ash Tisdelle Lance Van Every Rusty Bond                               |                         |       | 6     | Abandon               |
| 66   | GTO    | 28 | Texas Enterprises/US Tobacco  | Terry Labonte Harry Gant Phil Parsons                                 | Oldsmobile Calais       |       | 3     | Moteur                |
| 66   | GTO    | 28 | Texas Enterprises/US Tobacco  | Terry Labonte Harry Gant Phil Parsons                                 |                         |       | 3     | Moteur                |